# Chris Mulkey
Chris Mulkey (n. 3 mai 1948, Viroqua, Wisconsin, SUA) este un actor american de film și televiziune.

## Filmografie

### Film
| An   | Titlu                                  | Rol                      | Note                           |
| ---- | -------------------------------------- | ------------------------ | ------------------------------ |
| 1977 | Tomcats                                | Cullen Garrett           |                                |
| 1978 | The Boss' Son                          | Fred                     |                                |
| 1979 | Sunnyside                              | Reggie Flynn             |                                |
| 1980 | Banda fraților James                   | Vernon Biggs             |                                |
| 1981 | Deschis toată noaptea                  | Russell Monk             |                                |
| 1982 | Rambo I                                | Deputy Ward              |                                |
| 1982 | 48 Hrs.                                | Second Cop               |                                |
| 1982 | Timerider: The Adventure of Lyle Swann | Daniels                  |                                |
| 1984 | Dreamscape                             | Finch                    |                                |
| 1984 | Runaway                                | David Johnson            |                                |
| 1986 | Quiet Cool                             | 'Red'                    |                                |
| 1987 | The Hidden                             | Jack DeVries             |                                |
| 1988 | Patti Rocks                            | Billy Regis              |                                |
| 1988 | Under the Gun                          | Larry                    |                                |
| 1988 | Jack's Back                            | Scott Morofsky           |                                |
| 1988 | In Dangerous Company                   | Chris                    |                                |
| 1988 | Heartbreak Hotel                       | Steve Ayres              |                                |
| 1988 | From Hollywood to Deadwood             | Nick Detroit             |                                |
| 1989 | Vietnam War Story: The Last Days       | Griffin                  | Segment: "Dirty Work"          |
| 1990 | Denial                                 | Chad                     |                                |
| 1991 | Ambition                               | Man In Bookstore         |                                |
| 1992 | Gas Food Lodging                       | Raymond                  |                                |
| 1992 | The Silencer                           | George                   |                                |
| 1993 | Bound and Gagged: A Love Story         | Steve                    |                                |
| 1993 | Ghost in the Machine                   | Bram Walker              |                                |
| 1995 | Dead Cold                              | Eric                     |                                |
| 1996 | Broken Arrow                           | Major Hunt               |                                |
| 1996 | The Fan                                | Tim                      |                                |
| 1996 | Foxfire                                | Dan Goldman              |                                |
| 1996 | Amanda                                 | Caleb Farnsworth         |                                |
| 1996 | Full Moon Rising                       | Dirk Jaspers             |                                |
| 1997 | Behind Enemy Lines                     | Agent CIA 'Jonesy' Jones |                                |
| 1997 | Sub Down                               | Commander Kirsch         |                                |
| 1997 | Weapons of Mass Distraction            | Jerry Pascoe             |                                |
| 1998 | Bulworth                               | Cop #2                   |                                |
| 1998 | Twist of Fate                          | Lennox                   |                                |
| 1999 | Sugar Town                             | Aaron                    |                                |
| 1999 | Requiem for Murder                     | Richard Poe              |                                |
| 1999 | Jimmy Zip                              | Rick Conesco             |                                |
| 2000 | Slow Burn                              | Jacob McTeague           |                                |
| 2002 | American Girl                          | John Grubb               |                                |
| 2003 | Manhood                                | Travel Agent             |                                |
| 2003 | Radio                                  | Frank                    |                                |
| 2004 | Mysterious Skin                        | Mr. Lackey               |                                |
| 2005 | North Country                          | Earl Slangley            |                                |
| 2005 | Dirty                                  | Carlson                  |                                |
| 2006 | Dreamland                              | Herb                     |                                |
| 2006 | Wasted                                 | Father Collins           |                                |
| 2006 | Love & Debate                          | Austin                   |                                |
| 2006 | Little Chenier                         | Șerif Kline LeBauve      |                                |
| 2006 | The Curiosity of Chance                | Sir                      |                                |
| 2006 | Unknown                                | Detectiv James Curtis    |                                |
| 2006 | One Night with You                     | Detective Brown          |                                |
| 2007 | Nanking                                | Mills McCallum           |                                |
| 2007 | I Tried                                | Strank                   |                                |
| 2007 | D-War                                  | Agent Frank Pinsky       |                                |
| 2007 | Universal Groove                       | The Agent                |                                |
| 2008 | Cloverfield                            | Lieutenant Colonel Graff |                                |
| 2008 | Older than America                     | Paul Gunderson           |                                |
| 2008 | Dead*Line                              | Hollis                   | Scurtmetraj                    |
| 2008 | Shattered!                             | Dennis                   |                                |
| 2009 | The Perfect Game                       | 'Lucky' Haskins          |                                |
| 2009 | Dark Moon Rising                       | John                     |                                |
| 2011 | COLLAPSE                               | Robert                   |                                |
| 2011 | Bad Actress                            | Bernie Pillage           |                                |
| 2011 | The Levenger Tapes                     | Stackman                 |                                |
| 2012 | Any Day Now                            | District Attorney Wilson |                                |
| 2012 | Knife Fight                            | Roger Fillmore           |                                |
| 2013 | Sanitarium                             | Father                   | Segmentul: "Monsters are Real" |
| 2013 | Decoding Annie Parker                  | Ralph Parker             |                                |
| 2013 | The Purge                              | Mr. Halverson            |                                |
| 2013 | Captain Phillips                       | John Cronan              |                                |
| 2014 | The Jersey Devil                       | God                      |                                |
| 2014 | Whiplash                               | Uncle Frank              |                                |
| 2014 | The Identical                          | William Hemsley (Older)  |                                |
| 2014 | Last Weekend                           | Malcolm Green            |                                |
| 2014 | The Living                             | Howard                   |                                |
| 2014 | The Surface                            | Kelly                    |                                |
| 2015 | Truth                                  | Maurice Udell            |                                |
| 2015 | Car Dogs                               | Malcolm Chamberlain      |                                |
| 2015 | Call Me King                           | Angelo                   |                                |
| 2016 | Message from the King                  | Leary                    |                                |
| 2016 | Wolves at the Door                     | John                     |                                |
| 2017 | Mad Families                           | Tommy                    |                                |
| 2018 | When I Sing                            | Rock Doc                 |                                |
| 2018 | Gotti                                  | Frank DeCicco            |                                |
| 2018 | Ouija House                            | Tomas                    |                                |
| 2018 | Gloria Bell                            | Charlie                  |                                |
| 2018 | The Standoff at Sparrow Creek          | Ford                     |                                |
| 2018 | Spare Room                             | Mac                      |                                |
| 2018 | On the Basis of Sex                    | Charles Moritz           |                                |
| 2019 | Above Suspicion                        | Todd Eason               |                                |
| 2020 | How to Deter a Robber                  | Andy Reynolds            |                                |

### Televiziune
| An         | Titlu                          | Rol                             | Note                                                |
| ---------- | ------------------------------ | ------------------------------- | --------------------------------------------------- |
| 1977, 1978 | Baretta                        | Dealer / Joshua                 | 2 episoade                                          |
| 1978       | M*A*S*H                        | Soldier                         | Episodul: "Tea and Empathy"                         |
| 1978       | Barnaby Jones                  | Curt Davis                      | Episodul: "Terror on a Quiet Afternoon"             |
| 1979       | Eight Is Enough                | The Swindler                    | Episodul: "The Yearning Point"                      |
| 1979       | Time Express                   | Danny White                     | Episodul: "Rodeo/Cop"                               |
| 1979       | Îngerii lui Charlie            | Reggie Martin                   | Episodul: "Angels on Skates"                        |
| 1980       | A Rumor of War                 | Radio Man                       | 2 episoade                                          |
| 1980       | The Waltons                    | Roller                          | Episodul: "The Prodigals"                           |
| 1980       | The White Shadow               | Ilya                            | Episodul: "The Russians Are Coming"                 |
| 1980       | Here's Boomer                  | Sticks                          | Episodul: "Jailbreak"                               |
| 1980       | Act of Love                    | Nurse Watkins                   | Film de televiziune                                 |
| 1981       | CHiPs                          | Dave                            | Episodul: "Forty Tons of Trouble"                   |
| 1981       | The Killing of Randy Webster   | Sonny Manse                     | Film de televiziune                                 |
| 1981       | Private Benjamin               | Glickman                        | Episodul: "Jungle Swamp Survival"                   |
| 1982       | Dangerous Company              | Jeremy Blake                    | Film de televiziune                                 |
| 1982       | T. J. Hooker                   | Blaine Thomas                   | Episodul: "The Survival Syndrome"                   |
| 1983, 1985 | The Dukes of Hazzard           | Sharp / Billy Ray               | 2 episoade                                          |
| 1985       | Remington Steele               | Rhodes                          | Episodul: "Steele Blushing"                         |
| 1985       | Magnum, P.I.                   | Tony, the "Repo Man"            | Episodul: "Blood and Honor"                         |
| 1987       | The Twilight Zone              | Ray Dobson                      | Episodul: "The Junction"                            |
| 1987       | It's Garry Shandling's Show    | Sylvia's Ex-Boyfriend           | Episodul: "Dial L for Laundry"                      |
| 1987       | Deadly Care                    | Richard Halloran                | Film de televiziune                                 |
| 1987       | Matlock                        | Bones Jennings                  | Episodul: "The Country Boy"                         |
| 1987       | Beauty and the Beast           | Danny Yates                     | Episodul: "An Impossible Silence"                   |
| 1987       | The Man Who Broke 1,000 Chains | Burn's Chicago Lawyer           | Film de televiziune                                 |
| 1988       | Tricks of the Trade            | Lt. Stryker                     | Film de televiziune                                 |
| 1989       | A Peaceable Kingdom            | Max Hall                        | Episodul: "Kitty Paws"                              |
| 1990       | Hometown Boy Makes Good        | Al Swearinger                   | Film de televiziune                                 |
| 1990       | Rainbow Drive                  | Ira Rosenberg                   | Film de televiziune                                 |
| 1990       | Angel of Death                 | Matt Hendricks                  | Film de televiziune                                 |
| 1990–1991  | Twin Peaks                     | Hank Jennings                   | 13 episoade                                         |
| 1990, 1994 | Murder, She Wrote              | Al Wallace / Joey Freeman       | Film de televiziune                                 |
| 1991       | Thirtysomething                | George                          | Episodul: "The Difference Between Men and Women"    |
| 1991       | K-9000                         | Eddie Monroe                    | Film de televiziune                                 |
| 1991       | Runaway Father                 | Richard                         | Film de televiziune                                 |
| 1992       | Civil Wars                     | Richard Foley                   | Episodul: "Honi Soit Qui Mal Y Pense"               |
| 1992       | Arresting Behavior             | Officer Pete Walsh              | 5 episoade                                          |
| 1992       | Drug Wars: The Cocaine Cartel  | Charlie White                   | Film de televiziune                                 |
| 1992       | Deadbolt                       | Jordan                          | Film de televiziune                                 |
| 1993       | The Switch                     | Bill                            | Film de televiziune                                 |
| 1993–1994  | Bakersfield P.D.               | Bill                            | 17 episoade                                         |
| 1994       | Grace Under Fire               | Kurt Ross                       | Episodul: "Pitch and Woo"                           |
| 1995       | Blossom                        | Dan                             | Episodul: "It Happened One Night"                   |
| 1995       | Texas Justice                  | Lanny Shelton                   | Film de televiziune                                 |
| 1997       | Walker, Texas Ranger           | Foreman Cox                     | Episodul: "A Woman's Place"                         |
| 1998       | Touched by an Angel            | Erskine Hughes                  | Episodul: "Doodlebugs"                              |
| 1998       | Michael Hayes                  | Becker                          | Episodul: "Imagine"                                 |
| 1998       | The Cowboy and the Movie Star  | Sheriff                         | Film de televiziune; uncredited                     |
| 1998       | The Outer Limits               | Mike                            | Episodul: "Black Box"                               |
| 1998–2002  | Any Day Now                    | Colliar Sims                    | 83 episoade                                         |
| 1999–2000  | Batman Beyond                  | Shriek / Walter Shreeve (voice) | 3 episoade                                          |
| 2002       | Boomtown                       | Kevin Van Horn                  | Episodul: "Reelin' in the Years"                    |
| 2003       | CSI: Miami                     | Leonard Murphy                  | Episodul: "Forced Entry"                            |
| 2003       | JAG                            | Major Phelps                    | Episodul: "The Boast"                               |
| 2003, 2011 | CSI: Crime Scene Investigation | Maurice Gallows / Mr. Young     | 2 episoade                                          |
| 2004       | Touching Evil                  | Martin Akins                    | Episodul: "Love Lies Bleeding"                      |
| 2006       | Broken Trail                   | Big Ears                        | Miniseries                                          |
| 2006       | Lost                           | Mike                            | Episodul: "Further Instructions"                    |
| 2006       | Sleeper Cell                   | Bob                             | 2 episoade                                          |
| 2007       | Cold Case                      | Pat Hall                        | Episodul: "Shuffle, Ball Change"                    |
| 2007       | Smith                          | Donny                           | Episodul: "Four"                                    |
| 2007       | Friday Night Lights            | Coach Bill McGregor             | 4 episoade                                          |
| 2007–2010  | Saving Grace                   | Doug Norman                     | 9 episoade                                          |
| 2008       | Knight Rider                   | Sheriff Ramsey                  | Episodul: "Knight Rider"                            |
| 2008       | Criminal Minds                 | Sheriff Britt Hallum            | Episodul: "Elephant's Memory"                       |
| 2008       | A Teacher's Crime              | Bill Rander                     | Film de televiziune                                 |
| 2008       | Shark                          | Sheriff Griffin                 | Episodul: "Wayne's World 3: Killer Shark"           |
| 2008       | NCIS                           | Captain Richard Owens           | Episodul: "Agent Afloat"                            |
| 2008       | CSI: NY                        | Bernie Benton                   | Episodul: "The Triangle"                            |
| 2009       | 24                             | Doug Knowles                    | 2 episoade                                          |
| 2009       | In Plain Sight                 | Karl Hogeland                   | Episodul: "Duplicate Bridge"                        |
| 2009       | Law & Order                    | Judge Robert Maxen              | Episodul: "Just a Girl in the World"                |
| 2010       | Human Target                   | Detective Al Jenkins            | Episodul: "Run"                                     |
| 2010       | Outlaw                         | Detective Hank Darby            | Episodul: "In Re: Tracy Vidalin"                    |
| 2010       | Castle                         | Wilbur Pittorino                | Episodul: "Last Call"                               |
| 2010–2011  | Boardwalk Empire               | Boss Frank Hague                | 4 episoade                                          |
| 2011       | Justified                      | Walt McCready                   | 2 episoade                                          |
| 2011       | The Glades                     | Frank Morgan                    | Episodul: "Lost and Found"                          |
| 2012       | Femme Fatales                  | Bendix Darby                    | Episodul: "Trophy Wife"                             |
| 2012       | Franklin & Bash                | Captain N. Goepp                | Episodul: "Summer Girls"                            |
| 2013       | The Mentalist                  | Tom Crayhew                     | Episodul: "The Red Barn"                            |
| 2014       | Grimm                          | Bart                            | 3 episoade                                          |
| 2014       | Halt and Catch Fire            | Gary                            | Episodul: "Adventure"                               |
| 2014       | Legends                        | Adviser to the President        | Episodul: "Betrayal"                                |
| 2014       | Scorpion                       | Ronny                           | Episodul: "Shorthanded"                             |
| 2015       | Scandal                        | Chief Conners                   | Episodul: "The Lawn Chair"                          |
| 2015       | Battle Creek                   | Henry Briggs                    | Episodul: "Mama's Boy"                              |
| 2015       | The Spoils Before Dying        | Ed Nestly                       | 3 episoade                                          |
| 2015       | Impastor                       | Roger Kerry                     | Episodul: "Honor Thy Boyfriend's Father and Mother" |
| 2016       | CSI: Cyber                     | Mayor Cavanaugh                 | Episodul: "Going Viral"                             |
| 2016       | Agent Carter                   | Uncle Bud                       | Episodul: "Smoke & Mirrors"                         |
| 2016       | Rush Hour                      | Elliot Vaughn                   | Episodul: "Prisoner of Love"                        |
| 2016       | Timeless                       | Frank Hamer                     | Episodul: "Last Ride of Bonnie & Clyde"             |
| 2017       | Chicago Justice                | Mr. Nichols                     | Episodul: "Friendly Fire"                           |
| 2017       | Better Call Saul               | Billy Gatwood                   | Episodul: "Fall"                                    |
| 2018       | Lucifer                        | Gil                             | Episodul: "City of Angels?"                         |
| 2018       | Liberty Crossing               | Terry Szymanski                 | 7 episoade                                          |
| 2018       | Disillusioned                  | Vincent                         | Film TV                                             |
| 2018       | Hawaii Five-0                  | Pettifer                        | Episodul: "Pua a'e la ka uwahi o ka moe"            |
| 2019       | Animal Kingdom                 | Jed                             | 2 episoade                                          |
| 2019       | Briarpatch                     | Calvin Strucker                 | Episodul: "First Time in Saint Disgrace"            |
| 2019       | Castle Rock                    | Clay                            | 5 episoade                                          |
| 2021       | Kaljave gume                   | Robert Enright                  | 10 episoade                                         |
| 2021       | Mr. Corman                     | Frank (voce)                    | Episodul: "Funeral"                                 |